# 동방감주전 ~ Legacy of Lunatic Kingdom
《동방감주전 ~ Legacy of Lunatic Kingdom》(일본어: 東方紺珠伝 〜 Legacy of Lunatic Kingdom. 도호칸주텐[*])은 동방 프로젝트의 열다섯번째 시리즈 게임이다.

## 시스템
기체 성능이 다른 〈하쿠레이 레이무〉, 〈키리사메 마리사〉, 〈코치야 사나에〉, 〈레이센 우동게인 이나바〉 4종류의 캐릭터 중 하나를 선택한다. 적과 닿거나, 적탄에 맞으면 미스가 되어 잔기가 1개 줄어든 다음 그 자리에서 부활한다. 모든 잔기를 잃으면 게임 오버가 되지만, 컨티뉴하면 그 자리에서 부활해 게임을 계속할 수 있다. 컨티뉴하지 않고 6면(최종면)의 보스를 쓰러뜨리면 엔딩이다. 완전무결 모드(후술)을 깨거나 레거시 모드를 컨티뉴하지 않고 깨면 전1면 Extra 스테이지가 추가된다. 레거시 모드에서의 미스 유무로 최종 보스와의 대화와 엔딩이 변화하지만, ZUN 왈 "어느 쪽이 굿이고 어느 쪽이 배드라는 것은 없습니다" "양쪽 다 굿 엔딩입니다"라고.

### 플레이 모드
이번 작품에서는 기존 규칙에 해당하는 "레거시 모드" 외에 한 번이라도 미스하면 즉시 다시 하는 "포인트 디바이스 모드 (완전무결 모드)"가 존재한다. 야고코로 에이린이 만든 미래를 보는 약 "감주의 약"을 사용해 미스 없이 깨게 될 때까지 챕터를 다시 하게 된다. 이 모드에서는 자동 저장을 지원하며 도중에 게임을 종료해도 언제든지 이어서 플레이할 수 있다. 이 모드는 잔기가 없고 맞으면 컨티뉴 화면으로 가게 되는데, 컨티뉴를 몇 번을 하든 상관은 없다.
단, 컨티뉴를 할 시 파워 0.01씩 깎이게 된다.

### 챕터 시스템
감주전에선 챕터가 있는데, 일정 구간마다 챕터가 있다.
이때 챕터는 그 챕터에서의 컨티뉴 횟수/그레이즈 횟수/죽인 적의 비율을 계산해 그 챕터의 점수를 낸다.
그 점수가 100만점이 넘으면 레거시 모드에서는 잔기 조각을, 포인트 디바이스 모드에서는 봄 조각을 준다.
그리고 앞에서 말했듯이 포인트 디바이스 모드에서는 이 챕터에 도달하면 그 챕터까지의 진행 사항이 저장된다.
챕터가 뜨기 바로 직전에 죽었다면 마지막으로 지난 챕터에서 다시 부활하게 된다.

### 잔기/봄 회복
잔기는 잔기 조각 3개,
봄은 봄 조각 5개가 필요하다.
7면(EX)에선 잔기 조각 5개를 모아야 한다.
특이하게도 감주전에선 EX면을 7면이라 표기한다.

## 줄거리
어느 날 요괴의 산에 거미 같은 것이 출현했다.
그것은 달의 백성이 만든 지상탐사 로버. 이동할 때마다 지상의 식물을 말리고 있었다.
레이무, 마리사, 사나에, 레이센 4명은 에이린의 의뢰를 받아 미래를 보는 약 『감주의 약』을 받아 이변 해결에 나섰다.

## 등장인물

### 플레이어
하쿠레이 레이무
하쿠레이 신사의 무녀. 요괴의 산에 나타난 지상 탐사기를 보고 사나에한테 상담을 받고 조사에 향한다.
키리사메 마리사
마법사. 달의 도시의 파워 스톤을 손에 넣고 그것이 도시 설을 구현화시켰다고 깨달은 곳에 레이센이 나타났으므로 감주의 약을 받고 조사에 향한다.
코치야 사나에
모리야 신사의 카제하후리. 요괴의 산에 큐리어시티를 꼭 닮은 거미 같은 것 (지상 탐사기)이 있음을 깨닫는다.
레이센 우동게인 이나바
영원정에 사는 달토끼(옥토). 에이린으로부터 감주의 약을 인간에게 알리도록 의뢰되지만 인간에게 맡기어 두지 않는다고 생각하는 자신도 조사에 향한다.

### 신규 등장인물

#### 세이란
달토끼(옥토)이며 레이센과 친숙.
이글 래빗은 지상의 조사 부대 내 잠입 수사의 일을 하고 있어 위험한 비해서 임금이 낮다. 말하길, 가위바위보에서 졌기 때문에 현지 부대가 된 것.
휴식 중 동료 때문에 떡을 대했을 때 레이무 일행과 조우하며 전투한다.

#### 링고
달토끼(옥토)이며 레이센과 친숙.
이글 래빗은 지상의 조사 부대 중 정보 관리 일을 한다. 그래서 "현재 자신들이 살고 있다고 생각하는 달의 도시가 사실은 꿈의 세계이다"라는 것도 알고 있었다. 그러나 그 이유를 모르고 만약 그 일이 도레미한테 알려지면 지워지기 때문에 세이란에게서 이글 래빗의 본거지가 요괴의 산의 호수인 것을 알아냈다. 레이무 일행을 꿈의 세계의 달의 도시에 연결하는 통로로 보내고 간접적으로 조사하려고 획책. 전투 후에는 그녀들에게 통로를 내주고 자신은 지상에 남았다.

#### 도레미 스위트
꿈을 먹는 바쿠이며 꿈의 세계에 산다.
모든 생물의 꿈은 근저로 연결되어 있어 꿈을 이용하면 다양한 일이 가능하다. 그래서 그녀는 꿈을 악용되지 않도록 관리하고 있다.
키신 사구메에게 월의 백성을 한때 대피시키기 위한 달의 수도를 꿈 속에 재현하도록 부탁받는다. 오랜 꿈은 정신을 좀먹기 쉽다는 것도 있는 자신은 솔깃하지 않았지만 꿈 속에 달의 수도를 재현하고 그곳을 가려고 하는 사람을 꿈의 도시로 연결했다.

#### 키신 사구메
달의 현자. 월의 백성 가운데 중요한 자리에 갖고 있으며, 레이센이 사구메의 능력을 강하게 신뢰하는 데서도 달의 주민에서 인망의 두께가 엿보인다. 또 에이린은 지상에 시달리가다도 존경하는 모양.
사실은 전작에 등장한 달의 도시의 오컬트 볼의 제작자였다. 순호의 달의 도시의 습격에 대한 지혜로운 사람들은 달의 도시를 동결시키고 주민들을 꿈의 세계로 대피시켰지만 순호의 손에 의해서 꿈의 세계에 한 가짜의 달의 도시 주위를 생명력(순호의 능력으로 순화된 헤카티아의 부하인 요정들)로 채워진 일로 완전히 봉쇄되어, 순호도 손을 댈 수 없게 됐지만 꿈의 세계에 도망 온 달의 주민들도 밖에 나갈 수 없는 교착 상태에 빠진다. 그것이 장기화하는 것을 우려하는 현자들이 달의 도시를 환상향에 천도할 계획을 입안. 그것을 실행하기 위해서 오컬트 볼을 만들고 아폴로 달 착륙 음모설을 넓힘으로써 달의 도시를 환상향에 구현화시키려 했다. 그러나 자신도 달의 주민도 이 천도를 원하지 않고, 어떻게 안 되겠느냐고 생각하다가, 레이무 일행과 교전. 전투 후에는 그녀들에게 천도 계획을 순호의 침략에 대한 것을 말한 것으로 스스로의 "입 밖에 낸 것을 역전시키는 정도의 능력"에 의한 "천도는 실패하고 레이무 일행은 순호를 타도" 하는 운명으로 반전시켰다.
엑스트라 스토리에도 등장하고 강한 힘의 개입으로 월인이 꿈의 세계에 구속되고 있음을 말했기 때문에 "헤카티아가 손을 뗀 순호에게 이번 계획을 포기하게 한다"는 운명으로 반전시키고 있다.
사나에와 회화에서 사나에의 마음을 꿰뚫어 보는 듯한 같은 발언을 하고 있는데 이는 사나에의 표정에서 사구메가 생각을 추측했을 뿐 코메이지 사토리 같은 능력이 아니라는 것.

##### 키신 사구메의 능력에 대한 이야기
키신 사구메의 능력인 "입 밖에 낸 것을 역전시키는 정도의 능력" 은 설명이 너무나 애매했던 탓에 이해하기가 어렵다.
여러 설이 있지만 아래의 설로 굳어지고 있다.
만약 누군가가 케이크를 만든다고 한다.
여기서 아무 일도 일어나지 않는다면 케이크는 완성된다.
하지만 사구메가 긍정적으로 성공을 바라는 말을 꺼냈을 경우.
당연히 케이크 만들기는 실패한다.
그러나 부정적으로 실패를 바라는 말을 꺼내도 케이크 만들기는 실패하게 되는 것이다.
역전되는 것은 사구메의 말이 아니라 "입 밖에 낸 사상"이므로, 케이크 만들기에 대해 말을 하였기 때문에 운명이 반전되어 케이크 만들기가 실패하는 것이다.
더 자세한 사항은 이곳 으로(번역본).

#### 클라운피스
지옥에 사는 요정으로 헤카티아의 부하. 그녀의 친구인 순호는 "친구님" 이라고 부른다.
본래는 "생명의 상징"인 요정은 그것을 싫어하는 달의 백성을 배제하기 때문에 달의 도시에 요정은 거의 존재할 수 없지만 순호의 능력으로 자신을 포함한 헤카티아의 부하 요정들의 힘을 순화시키고 생명력의 덩어리(즉 달의 백성에게는 독 덩어리)가 되고 그에 따른 달의 도시를 덮칠 것으로 대부분을 점거."만약 달의 수도에서 나오는 사람이 있다면, 무엇을 해도 상관없다"라는 명령으로 레이무 일행과 교전한다.

#### 순호
달의 여신인 상아(항아)에게 강한 원한이 있는 신령.
이번 이변의 배후 중 한 명인, 상아의 남편이면서도 자신의 남편이기도 한 인물에 아들을 잃은 것을 계기로 항아에게 원한을 갖는다. 그 앙심은 자신의 "순화하는 정도의 능력"으로 순화되고 이미 질주했다. 그 동안에도 몇 번 달의 도시를 습격해서 현자의 화를 삭이고 있었다. 이번에는 역시 상아에 원한을 갖고 있던 혜카티아와 공투. 헤카티아의 부하인 요정들을 자신의 능력으로 순화시키고 생명력의 덩어리로 하고 달의 수도를 습격시키고 그 사이에 상아에 대한 원한을 갚겠다는 궁리였다.
그러나 그 계획은 사전에 달의 현자들에게 간파되어, 달의 백성을 꿈의 세계로 대피시키고 도시를 동결시킨 데 따른 손을 댈 수 없지만 달의 백성이 어딘가(꿈의 세계)으로 피신하기를 읽고 있던 순호는 달의 백성이 도망간 먼저 자신과 함께, 친구 관계에 있는 헤카티아를 보내서, 그녀의 부하인 요정들을 자신의 능력으로 순화시키고 꿈의 세계에 한 가짜의 달의 도시 주위를 포위했지만 양측에 손을 내밀지 않고 반년 동안 교착 상태에 빠진 끝에 에이린이 레이무 일행을 보낸 결과 이번 달의 수도의 습격을 실패했다고 깨닫는다. 그런데도 "대접하는 것이 예의" 로서 그녀들과 교전하는 것도 패배. 후에 꿈의 세계에 자객으로 잠입시킨 헤카티아에게 소환되고 둘이서 레이무 일행과 교전하나, 다시 패배. 그 후는 잠시 달의 도시의 습격은 하지 않기로 맹세, 환상향에 익숙해지

#### 헤카티아 라피스라줄리
달, 지구, 이계 각각의 지옥을 관장하는 신. 세 개의 세계 각각에 몸을 가지고 각각을 오갈 수 있다. 클라운피스의 주인이고, 그녀에게서는 "주인님" 이라고 불린다.
순호와 마찬가지로 이번의 이변의 흑막이며, 상아의 남편이 지옥의 어둠을 깊게 태양을 떨어뜨리다, 상아에게 원한을 갖는다. 그것에 의한 순호와 이해가 일치하고 달의 도시의 습격을 결행. 순호의 손에 의해서 꿈의 세계에 도망 온 달의 백성을 꿈의 세계에 한 가짜의 달의 도시 주위를 생명력으로 채우는 일에서 완전히 봉쇄하는 데 성공. 그러나 순호가 패배를 인정했기 때문에 스스로도 계획을 중도에 포기하고 마지막으로 순호와 함께 레이무 일행과 교전하나, 패배. 그 후에는 환상향에서 재밌는 녀석을 찾고 어슬렁거리는 모습.

### 기존 등장인물

#### 야고코로 에이린
달 출신의 현자. 순호의 계획을 저지하기 위한 감주의 약을 인간들에게 건넨다.
일부 엔딩에는 야사카 카나코, 모리야 스와코, 이나바 테위, 호라이산 카구야, 야쿠모 유카리가 등장한다.

## 진행
| 스테이지 | 제목                            | 장소              | 중보스        | 보스                           |
| -------- | ------------------------------- | ----------------- | ------------- | ------------------------------ |
| 1        | 정토의 탐사기                   | 요괴의 산 기슭    | 세이란        | 세이란                         |
| 2        | 호수 위의 전선기지              | 요괴의 산 호수    | 링고          | 링고                           |
| 3        | 아폴로 경락(經絡)               | 비밀의 연락통로   | 도레미 스위트 | 도레미 스위트                  |
| 4        | 적막함이 오지 않는 거리         | 달의 도시         | 키신 사구메   | 키신 사구메                    |
| 5        | 성조기의 피에로                 | 고요의 바다       | 클라운피스    | 클라운피스                     |
| 6        | 같은 하늘을 질 수 없으니        | 고요의 바다(뒷편) | (없음)        | 순호                           |
| Extra    | 비장의 카드는 언제나 악수(悪手) | 꿈의 세계         | 도레미 스위트 | 헤카티아 라피스라줄리 (& 순호) |

## 수록곡
1. 우주 무녀 나타나다(宇宙巫女現る) - 타이틀 화면
2. 잊지 못할, 인연의 녹빛(忘れがたき、よすがの緑) - 1면 테마
3. 토끼는 내려앉았다(兎は舞い降りた) - 1면 보스, 세이란의 테마
4. 호수는 맑은 달빛을 비추며(湖は浄めの月光を映して) - 2면 테마
5. 9월의 펌프킨(九月のパンプキン) - 2면 보스, 링고의 테마
6. 우주를 나는 이상한 무녀(宇宙を飛ぶ不思議な巫女) - 3면 테마
7. 영원한 춘몽(永遠の春夢) - 3면 보스, 도레미 스위트의 테마
8. 얼어붙은 영원의 도시(凍り付いた永遠の都) - 4면 테마
9. 역전하는 휠 오브 포춘(逆転するホイールオブフォーチュン) - 4면 보스, 키신 사구메의 테마
10. 아득한 38만 킬로의 보야쥬(遥か38万キロのボヤージュ) - 5면 테마
11. 성조기의 피에로(星条旗のピエロ) - 5면 보스, 클라운피스의 테마
12. 고향별이 보이는 바다(故郷の星が映る海) - 6면 테마
13. 퓨어 퓨리스 ~ 마음이 있는 곳(ピュアヒューリーズ ~ 心の在処) - 6면 보스, 순호의 테마
14. 본 적 없는 악몽의 세계(見た事も無い悪夢の世界) - EX스테이지 테마
15. 판데모닉 플래닛(パンデモニックプラネット) - EX스테이지 보스, 헤카티아 라피스라줄리의 테마
16. 신사에서 보이는 달(神社から見える月) - 엔딩 화면
17. 우주 무녀 귀환하다 (宇宙巫女帰還する) - 스태프 롤